# كوسوكه يوشي
كوسوكه يوشي (باليابانية: 吉井 孝輔) (19 مارس 1986 في إيرا في اليابان – )؛ هو لاعب كرة قدم ياباني سابق كان يلعب كمدافع.

## وصلات خارجية
- كوسوكه يوشي على موقع رابطة كرة القدم اليابانية للمحترفين (اليابانية)
- كوسوكه يوشي على موقع قاعدة بيانات كرة القدم.إي يو (الإنجليزية)
- كوسوكه يوشي على موقع Soccerway.com (الإنجليزية)
- كوسوكه يوشي على موقع عالم كرة القدم.نت (الإنجليزية)